# Mutatocoptops diversa
Mutatocoptops diversa är en skalbaggsart som först beskrevs av Francis Polkinghorne Pascoe 1865.  Mutatocoptops diversa ingår i släktet Mutatocoptops och familjen långhorningar.
Artens utbredningsområde är Sarawak. Inga underarter finns listade i Catalogue of Life.